# Belgisk-Luxembourgske Møntunion
Den Belgisk-Luxembourgske Møntunion blev grundlagt i 1922 og var en møntunion mellem Luxembourg og Belgien, hvor landenes møntenheder (luxembourgsk, hhv. belgisk franc) var låst i pari, således at 1 Flux = 1 BEF.
Møntunionen ophørte, da begge lande indførte Euroen i 2002.